# Форт-5
Форт-5 — український малогабаритний напівавтоматичний пістолет 9-мм калібру. Призначений для ураження живої сили противника на малій відстані.

## Опис
Пістолет Форт-5 розроблений Науково-виробничим об'єднанням «Форт» МВС України на базі австрійського пістолета з сімейства Glock. Мета розробки малогабаритного пістолету полягала в оснащенні ним оперативних співробітників, що задіяні в спецопераціях і працюють в умовах прикриття. Також розробники створили більш габаритний варіант пістолета під назвою Форт-5 Curz, але під менш потужний патрон 9×17 Kurz. Проте жоден з модифікацій пістолета не потрапив у серійне виробництво, навіть ті, що класифікуються як засіб самооборони, тому Форт-5 зостається лише дослідним зразком.
Самозвідний ударно-спусковий механізм ударникового типу з надійною системою запобіжників. Принцип роботи автоматики — вільний затвор. При виготовленні використовується пластик високої міцності. Пістолет компактний, зручний для таємного носіння.

## Розбирання пістолета

### Неповне розбирання
Неповне розбирання пістолета Форт-5 здійснюється дуже просто:
1. натисніть на заскочку та витягніть магазин;
2. відведіть затвор у крайнє заднє положення, щоб перевірити, чи є патрон в патроннику;
3. відтягніть затвор приблизно на 4-5 мм назад та зніміть заглушку, щоб забезпечити вільний хід затвора;
4. утримуючи затвор, треба натиснути на поперечну заскочку, після чого, утримуючи затвор за насічки, треба потягнути затвор вперед, щоб зняти його з рамки;
5. утримуючи затвор зворотною пружиною уверх, натисненням на головку напрямного стрижня витягніть із затвора той самий напрямний стрижень та, власне, саму зворотну пружину;
6. утримуючи затвор зворотної пружини уверх, треба витягнути ствол, припіднявши його за казенну частину.

За виконанням всіх цих дій неповне розбирання вважається завершеним. Збирання проводиться у зворотному порядку.

## Модифікації
- Форт-5 — базовий пістолет.
- Форт-5 Curz — пістолет для стрільби бойовими патронами 9×17 Kurz[1].
- Форт-5Г — модифікація є зброєю для самооборони та призначений для стрільби патронами, спорядженими гумовими кулями калібру 9 мм.
- Форт-5Р — являє собою зброю самозахисту, призначений для стрільби патронами, спорядженими еластичними кулями травматичної дії[2].

## Тактико-технічні характеристики
|                                          | Форт-5     | Форт-5 Curz | Форт-5Р    |
| ---------------------------------------- | ---------- | ----------- | ---------- |
| Калібр, мм                               | 9          | 9           | 9          |
| Тип боєприпасу                           | 9×18 ПМ    | 9×17 Kurz   | 9 мм Р. А. |
| Кількість нарізів, шт                    | 6          | 6           | немає      |
| Довжина ствола, мм                       | 78         | 95          | 78         |
| Розміри, мм                              | 145×105×22 | 180×131×32  | 145×105×22 |
| Маса зброї з неспорядженим магазином, кг | 0,41       | 0,83        | 0,41       |
| Маса зброї зі спорядженим магазином, кг  | н/д        | 0,95        | н/д        |
| Боєпостачання, патронів, шт              | 7          | 13          | 7          |
| Початкова швидкість кулі, м/с            | 290        | 315         | н/д        |
| Практична швидкострільність, постр/хв    | 30         | 40          | 30         |

## Маркування
Гравірування на пістолетах може виконуватися українською, російською та англійською мовами.
На лівому боці затвора стоїть емблема підприємства, що виробляє даний продукт, та напис «Форт-5 9×18 мм Вироблено в Україні». Заводський номер вказаний на правому боці затвора та рамки пістолетів.